# 11/22/63
11/22/63 este un roman de Stephen King despre un călător în timp care încearcă să prevină asasinarea lui John F. Kennedy care a avut loc la 22 noiembrie 1963 (data din titlul romanului). Romanul a fost oficial anunțat pe site-ul lui Stephen King la 2 martie 2011. Un text scurt a fost distribuit online la 1 iunie 2011. Romanul a fost publicat la 8 noiembrie 2011, devenind rapid cel mai bine vândut roman din Statele Unite. A rămas în această poziție timp de șapte săptămâni.
Romanul a fost ecranizat de Hulu în 2016 ca serialul 11.22.63.

## Personaje

### Fictive
- Jacob "Jake" Epping: ca profesorul de engleză de la Lisbon Falls High School din Maine. Jake folosește numele "George Amberson" pentru a călători în timp în 1958, când se duce spre Texas pentru a-l urmări pe Lee Harvey Oswald cu câteva luni înainte de asasinarea lui Kennedy.
- Al Templeton: proprietarul  Al's Diner și cel care îi dezvăluie lui Jake faptul că în dulapul său se află un portal de călătorit în timp. Planul original de oprire a asasinării lui Kennedy este al lui dar din cauză că este bătrân și s-a îmbolnăvit de cancer în una din călătoriile sale în timp îi lasă misiunea lui Jack
- Harry Dunning: un om de serviciu la Lisbon Falls High School și student în clasa lui Jake pentru adulți. El a scris o compunere prin care descrie cum tatăl său Frank a ucis-o pe mama sa, pe fratele și sora sa iar Jake încearcă să repare acest lucru.
- Frank Dunning: tatăl lui Harry Dunning
- Deacon Simmons ("Deke")
- Mimi Corcoran Simmons ("Miz Mimi")
- Sadie Dunhill
- Ellen Dockerty ("Miz Ellie"):

### Istorice
- Lee Harvey Oswald
- Marina Nikolayevna Prusakova
- George de Mohrenschildt
- James Patrick Hosty
- Malcolm Oliver Perry
- John F. Kennedy
- Jacqueline Kennedy